# 逃避

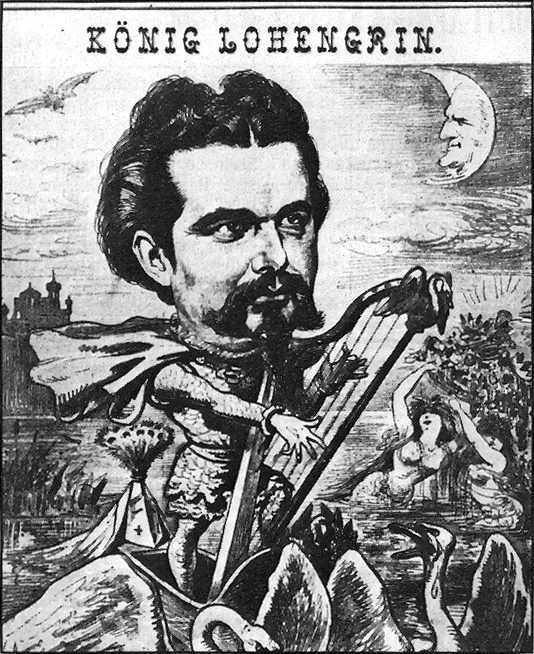
巴伐利亞國王路德维希二世以逃避現實而聞名

逃避又稱逃避現實、逃避主義、是一種心理防衛機制，是指人们為了不想被日常生活中不愉快的事情所困擾，而想盡辦法不要去接觸這些事情。例如有些人為了暫時逃避現實而去參加一些娛樂活動。  暫時逃避现实有助於人們遠離抑鬱，也有助於人們走出悲傷。